# يو أس أس نورث كارولينا (إيه سي آر-12)

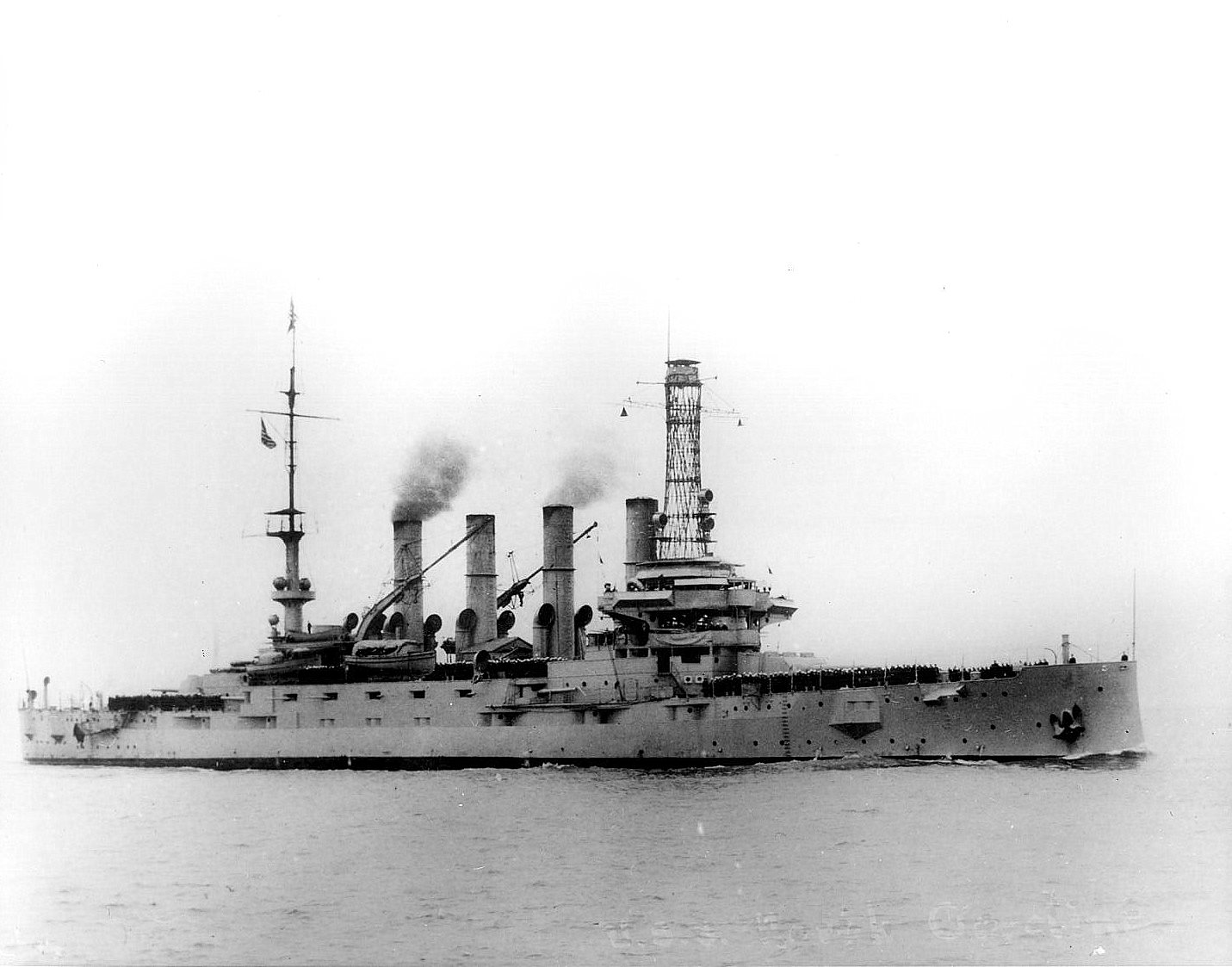

يو أس أس نورث كارولينا (سي إيه - 12/ إيه سي آر -12) طراد أمريكي من طراز تينيسي يخدم في سلاح البحرية الأمريكية. تم بناء السفينة بواسطة نيو بورت نيوز شيب بيلدينج، تم وضعها في الحوض الجاف في مارس 1905م، وتم إطلاقها في أكتوبر 1906م، وتم تكليفها في مايو 1908م. تم تصميم الفئة الأخيرة من الطرادات المدرعة للبحرية الأمريكية، في ولاية كارولينا الشمالية وشقيقاتها بتسليح رئيسي عيار 254، وكانت تبلغ سرعتها القصوى 41 كم في الساعة.